# Jänischův gambit
Jänischův gambit (kód podle Encyklopedie šachových zahájení: C63) je ostrá varianta ve Španělské hře.

Varianta je charakterizována výpadem 3... f5!? (1. e4 e5 2. Jf3 Jc6 3. Sb5 f5)
Černý obětuje pěšce, aby získal protihru v centru a f sloupec pro útok.
Jeho myšlenka je podobná jako u Královského gambitu.
Mnohými se považuje za příliš riskantní a na nejvyšší úrovni se hraje vzácně. Příčinou je zejména odpověď bílého 4.Jc3, která vede k velkým komplikacím, jež by měly dopadnout podle současného stavu teorie při správné hře v prospěch bílého.
Za autora je považován Karl Friedrich Jänisch v roce 1847, jenž tento tah navrhl a rozpracoval.

## Podrobnější varianty
- 4. d4 fxe4 5. Jxe5 Jxe5 6. dxe5 c6 7. Jc3
- 4.d3 fxe4 5.dxe4 (Odmítnutý gambit)
- 4.Jc3 fxe4 5.Jxe4 d5 6.Jxe5 dxe4 7.Jxc6 Dg5 / 7... Dd5 (Hlavní varianta)
  - 5... Jf6 6.De2 / 6.Jxf6+